# Microregione di Iporá
Iporá è una microregione dello Stato del Goiás in Brasile, appartenente alla mesoregione di Centro Goiano.

## Comuni
Comprende 10 municipi:
- Amorinópolis
- Cachoeira de Goiás
- Córrego do Ouro
- Fazenda Nova
- Iporá
- Israelândia
- Ivolândia
- Jaupaci
- Moiporá
- Novo Brasil